# Hệ thống vũ khí đánh gần

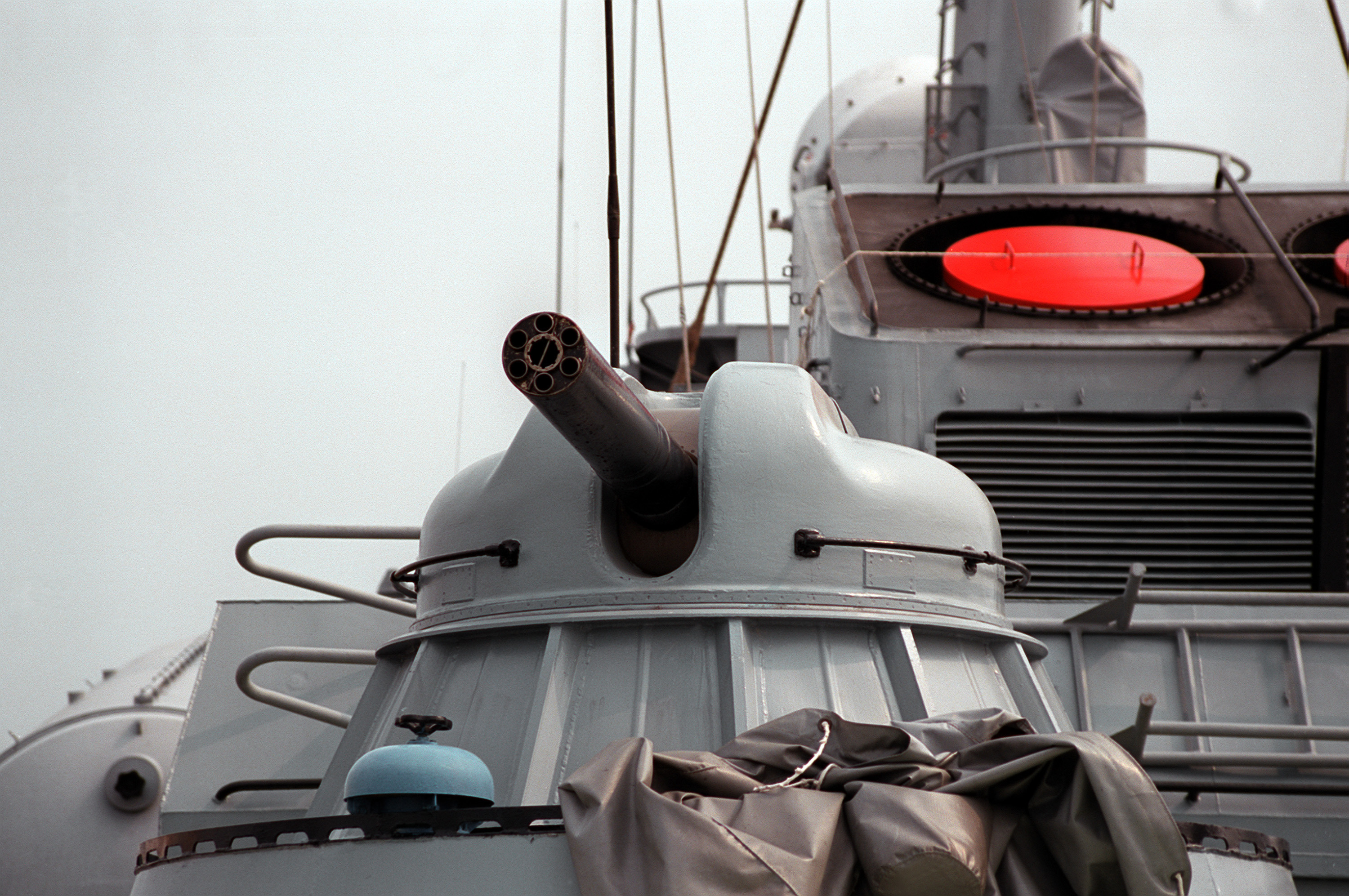
AK-630 – hệ thống vũ khí đánh gần đầu tiên trên thế giới do Liên Xô phát triển

Hệ thống vũ khí đánh gần (tiếng Anh: Close-in weapon system – CIWS /ˈsiːwɪz/ SEE-wiz) là hệ thống vũ khí phòng thủ tầm cực gần (phòng thủ điểm) thường được trang bị trên tàu của lực lượng hải quân, có chức năng phát hiện và tiêu diệt các mối đe dọa như những loại vũ khí có điều khiển (đặc biệt là tên lửa chống hạm), máy bay cánh cố định, máy bay cánh quay, tàu thủy hoặc các phương tiện có lượng choán nước nhỏ khác, các mục tiêu ven biển và thủy lôi đã lọt qua được các hệ thống phòng thủ bên ngoài. Gần như tất cả các lớp tàu chiến hiện đại cỡ lớn đều được trang bị một số hệ thống CIWS.
Có hai loại hệ thống CIWS: hệ thống CIWS dựa trên pháo và hệ thống CIWS dựa trên tên lửa. Các hệ thống CIWS dựa trên pháo thường bao gồm sự kết hợp của radar, máy tính và pháo nòng xoay bắn nhanh đa nòng (hoặc pháo ổ xoay) được đặt trên một tháp pháo xoay, có khả năng nhắm bắn tự động. Các hệ thống CIWS dựa trên tên lửa thường sử dụng tia hồng ngoại, radar thụ động/ESM hoặc dẫn đường đầu cuối bằng radar bán chủ động để dẫn huớng tên lửa nhắm mục tiêu đến máy bay địch hoặc các mối đe dọa khác. Trong một số trường hợp, các hệ thống CIWS cũng được sử dụng trên đất liền để bảo vệ các căn cứ quân sự, có khả năng bảo vệ trước những cuộc tấn công bằng rocket, đạn pháo và đạn cối.

## Hệ thống CIWS dựa trên pháo

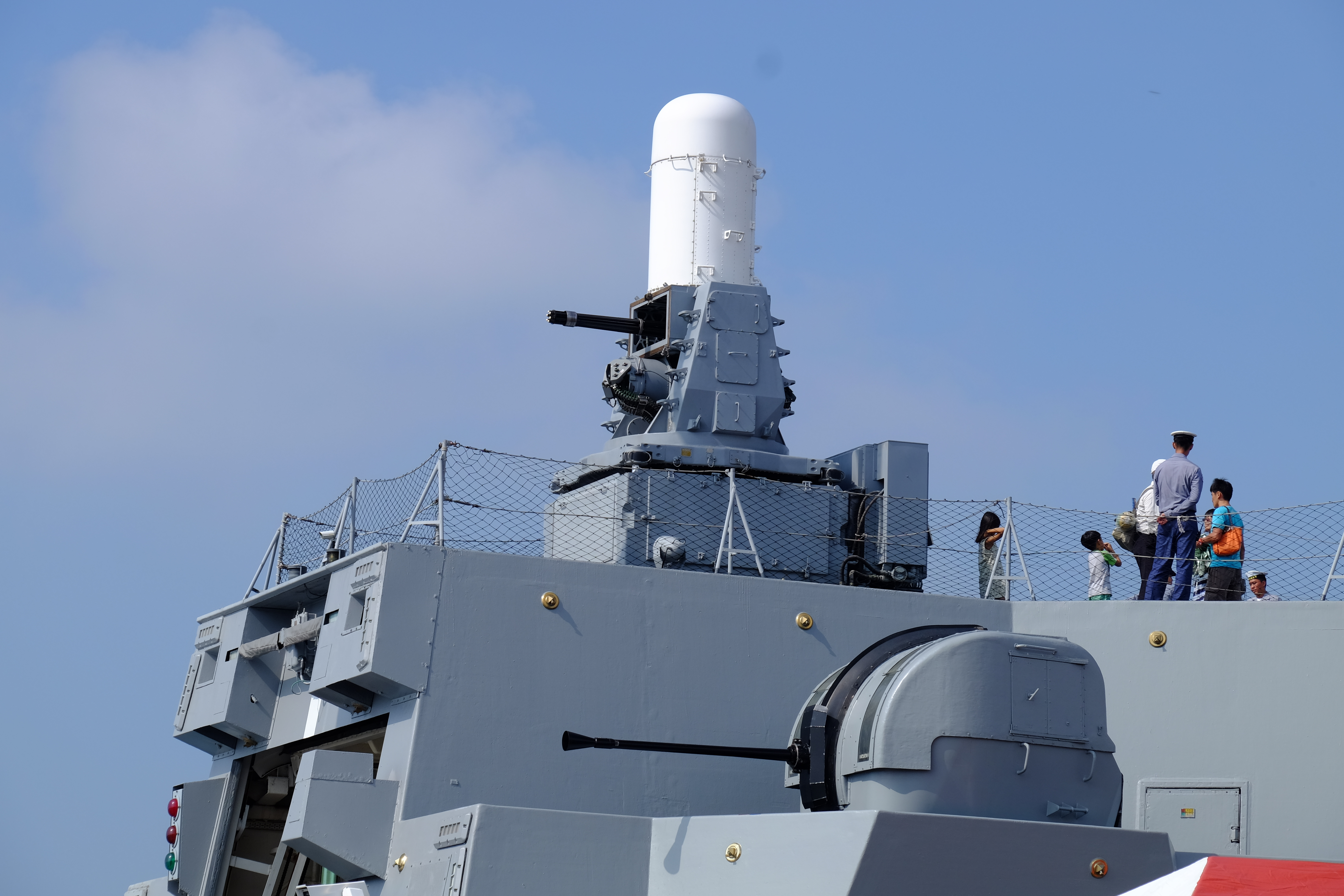
Phalanx CIWS và Bofors 40 mm L70 trên khinh hạm Di Hua (PFG-1206) của Hải quân Trung Hoa Dân Quốc

Hệ thống CIWS dựa trên pháo thường bao gồm sự kết hợp của radar, máy tính và pháo nòng xoay bắn nhanh đa nòng (hoặc pháo ổ xoay) được đặt trên một tháp pháo xoay, có khả năng nhắm bắn tự động. Các hệ thống CIWS dựa trên pháo đang hoạt động là:
- AK-630
- Aselsan GOKDENIZ
- DARDO
- Denel 35mm Dual Purpose Gun
- Goalkeeper CIWS
- Kashtan CIWS
- Meroka CIWS
- Myriad CIWS
- Rheinmetall Oerlikon Millennium[2][3]
- Phalanx CIWS
- Sea Zenith
- Type 730 CIWS
- Type 1130 CIWS
- Pantsir-M

### Hạn chế của hệ thống CIWS dựa trên pháo
- Tầm bắn hiệu quả ngắn: tầm bắn hiệu quả tối đa của hệ thống pháo chỉ rơi vào khoảng 5.000 m (16.000 ft), các hệ thống pháo có cỡ nòng nhỏ hơn thậm chí còn có tầm bắn ngắn hơn. Trong chiến đấu thực tế, khoảng cách tiêu diệt một tên lửa chống hạm đang bay tới là khoảng 500 m (1.600 ft) hoặc ngắn hơn,[4] vẫn đủ gần để gây ra thiệt hại cho các bộ cảm biến hoặc thiết bị liên lạc của tàu, giết chết hoặc làm bị thương thủy thủ đoàn gần đó. Do đó, một số hệ thống CIWS như Kashtan CIWS và Pantsir-M của Nga được tăng cường bằng cách trang bị thêm các tên lửa đất đối không tầm ngắn trên cùng một tháp pháo để tăng tính linh hoạt trong tác chiến.
- Xác suất tiêu diệt thấp: ngay cả khi tên lửa đã trúng đạn và bị hư hại, điều này có thể không đủ để tiêu diệt nó hoàn toàn hoặc làm thay đổi hướng đi của nó. Ngay cả trong trường hợp bị trúng đích trực tiếp, phần còn lại của tên lửa hoặc những mảnh vỡ từ vụ nổ khi đánh chặn nếu xảy ra ở cự ly quá gần cũng sẽ tạo ra một cơn mưa kim loại găm vào bề mặt thân tàu cũng như cấu trúc thượng tầng. Với vận tốc cực lớn, những mảnh vỡ này có thể xuyên thủng lớp vỏ tàu, sát thương thủy thủ đoàn ở bên trong hay tệ hơn là phá hủy các thiết bị điện tử.[5]

### So sánh giữa một số hệ thống CIWS hiện tại
|                  | DARDO                                                | Goalkeeper CIWS                                      | AK-630                                     | Millennium                                                                            | Phalanx CIWS                                     | Type 730 CIWS                                             |
| ---------------- | ---------------------------------------------------- | ---------------------------------------------------- | ------------------------------------------ | ------------------------------------------------------------------------------------- | ------------------------------------------------ | --------------------------------------------------------- |
| Hình ảnh         |                                                      |                                                      |                                            |                                                                                       |                                                  |                                                           |
| Khối lượng       | 5.500 kg (12.100 lb)                                 | 9.902 kg (21.830 lb)                                 | 9.114 kg (20.093 lb)                       | 3.300 kg (7.300 lb)                                                                   | 6.200 kg (13.700 lb)                             | 9.800 kg (21.600 lb)                                      |
| Vũ khí           | Pháo tự động 2 nòng 40 mm (1,6 in) Bofors 40 mm L/70 | Pháo nòng xoay 7 nòng 30 mm (1,2 in) GAU-8/A Avenger | Pháo nòng xoay 6 nòng 30 mm (1,2 in) AO-18 | Pháo ổ xoay 1 nòng 35 mm (1,4 in) Oerlikon Millennium 35 mm Naval Revolver Gun System | Pháo nòng xoay 6 nòng 20 mm (0,79 in) M61 Vulcan | Pháo nòng xoay 7 nòng 30 mm (1,2 in) H/PJ-11 hoặc H/PJ-12 |
| Tốc độ bắn       | 600 – 900 phát/phút                                  | 4.200 phát/phút                                      | 5.000 phát/phút                            | 200 – 1.000 phát/phút                                                                 | 4.500 phát/phút                                  | 4.200 phát/phút                                           |
| Tầm bắn hiệu quả | 4.000 m (13.000 ft)                                  | 2.000 m (6.600 ft)                                   | 4.000 m (13.000 ft)                        | 3.500 m (11.500 ft)                                                                   | 2.000 m (6.600 ft)                               | 2.000 m (6.600 ft)                                        |
| Cơ số đạn        | 736 viên                                             | 1.190 viên                                           | 2.000 viên                                 | 252 viên                                                                              | 1.550 viên                                       | 640 – 1.000 viên (tùy thuộc vào phiên bản)                |
| Sơ tốc đầu nòng  | 1.000 m/s (3.300 ft/s)                               | 1.109 m/s (3.640 ft/s)                               | 900 m/s (3.000 ft/s)                       | 1.050–1.175 m/s (3.440–3.850 ft/s)                                                    | 1.100 m/s (3.600 ft/s)                           | 1.100 m/s (3.600 ft/s)                                    |
| Góc nâng         | −13° đến +85°                                        | −25° đến +85°                                        | −12° đến +88°                              | −15° đến +85°                                                                         | −25° đến +85°                                    | −25° đến +85°                                             |
| Tốc độ nâng      | 60°/giây                                             | 80°/giây                                             | 50°/giây                                   | 70°/giây                                                                              | 115°/giây                                        | 80°/giây                                                  |
| Xoay ngang       | 360°                                                 | 360°                                                 | 360°                                       | 360°                                                                                  | 360°                                             | 360°                                                      |
| Tốc độ xoay      | 90°/giây                                             | 95°/giây                                             | 70°/giây                                   | 120°/giây                                                                             | 115°/giây                                        | 95°/giây                                                  |
| Năm phục vụ      | ?                                                    | 1980                                                 | 1976                                       | 2003                                                                                  | 1980                                             | 2007                                                      |

## Hệ thống CIWS dựa trên tên lửa
Hệ thống CIWS dựa trên tên lửa thường sử dụng tia hồng ngoại, radar thụ động/ESM hoặc dẫn đường đầu cuối bằng radar bán chủ động để dẫn huớng tên lửa. Các hệ thống CIWS dựa trên tên lửa đang hoạt động là:
- 9M337 Sosna-R
- HQ-10 / FL-3000N
- Hệ thống tên lửa Pantsir / Pantsir-M
- RIM-116 Rolling Airframe Missile
- Sea Oryx
- Hệ thống tên lửa Tor

## Hệ thống CIWS trên đất liền
Hệ thống CIWS cũng được sử dụng trên đất liền để bảo vệ các căn cứ quân sự dưới dạng C-RAM. Ở quy mô nhỏ hơn, hệ thống phòng vệ chủ động được sử dụng trên một số xe tăng (để chống lại rocket-propelled grenade (RPG)) và một số loại đang được phát triển. Hệ thống Drozd được triển khai trên xe tăng của Hải quân Đánh bộ Liên Xô vào đầu thập niên 1980, nhưng sau đó đã được thay thế bằng giáp phản ứng nổ. Các hệ thống khác hiện có hoặc đang được phát triển là Arena (Nga), Trophy (Israel), Quick Kill (Hoa Kỳ) và LEDS-150 (Nam Phi – Thụy Điển).

## Hệ thống CIWS dựa trên laser
Hệ thống CIWS dựa trên laser đã và đang được nghiên cứu. Tháng 8 năm 2014, một nguyên mẫu đã được triển khai tới Vịnh Ba Tư hoạt động trên tàu USS Ponce. Hội đồng Nghiên cứu Khoa học và Công nghệ Thổ Nhĩ Kỳ (tiếng Thổ Nhĩ Kỳ: Türkiye Bilimsel ve Teknolojik Araştırma Kurumu, TÜBİTAK) là tổ chức thứ hai sau Hoa Kỳ đã phát triển và thử nghiệm nguyên mẫu hệ thống High Power Laser CIWS, dự định sẽ sử dụng trên tàu khu trục lớp TF2000 và các hệ thống hàng không của Thổ Nhĩ Kỳ.